# Minicia kirghizica
Minicia kirghizica là một loài nhện trong họ Linyphiidae.
Loài này thuộc chi Minicia. Minicia kirghizica được Andrei V. Tanasevitch miêu tả năm 1985.